# Syllepte rogationis
Syllepte rogationis là một loài bướm đêm trong họ Crambidae.